# Liste der Mitglieder des Deutschen Bundestages (10. Wahlperiode)
Diese Liste gibt einen Überblick über alle Mitglieder des Deutschen Bundestages der 10. Wahlperiode (1983–1987).

## Zusammensetzung
Nach der Bundestagswahl am 5. März 1983 erfolgte die konstituierenden Sitzung des 10. Deutschen Bundestages am 29. März 1983. Bei den Grünen galt damals das Rotationsprinzip, wonach Abgeordnete ihre Mandate nach zwei Jahren niederlegen sollten, damit ihre Nachrücker zum Zuge kommen. Dies wurde nur zum Teil umgesetzt. Folgende Änderungen traten auf:
| Fraktion     | Beginn der Legislaturperiode | Ende der Legislaturperiode | Zugänge                                             | Abgänge                   | Saldo |
| ------------ | ---------------------------- | -------------------------- | --------------------------------------------------- | ------------------------- | ----- |
| CDU/CSU      | 244 (11)                     | 242 (11)                   | –                                                   | Handlos Voigt (Sonthofen) | −2    |
| SPD          | 193 (9)                      | 192 (9)                    | –                                                   | Eickmeyer                 | −1    |
| FDP          | 34 (1)                       | 34 (1)                     | –                                                   | –                         | ±0    |
| Die Grünen   | 27 (1)                       | 26 (1)                     | Bastian Tischer                                     | Bastian Ehmke Tischer     | −1    |
| fraktionslos | –                            | 4                          | Handlos Voigt (Sonthofen) Bastian Eickmeyer Tischer | Bastian                   | +4    |
| gesamt       | 498 (22)                     | 498 (22)                   | 6                                                   | 6                         | 0     |

In der Klammer steht jeweils die Zahl der Berliner Abgeordneten.
Franz Josef Strauß (CSU) war Ministerpräsident von Bayern, nahm sein im Wahlkreis Weilheim erworbenes Mandat nicht an, und trat somit nicht erneut in den Bundestag ein.

## Präsidium
- Präsident des Deutschen Bundestages
Rainer Barzel (CDU) zurückgetreten am 25. Oktober 1984;
Philipp Jenninger (CDU) seit 5. November 1984

- Vizepräsidenten des Deutschen Bundestages
 Annemarie Renger (SPD)
 Richard Stücklen (CSU)
 Heinz Westphal (SPD)
 Richard Wurbs (FDP) bis 13. Dezember 1984
 Dieter-Julius Cronenberg (FDP) seit 14. Dezember 1984

## Fraktionsvorsitzende
- CDU/CSU-Bundestagsfraktion
 Alfred Dregger

- SPD-Bundestagsfraktion
 Hans-Jochen Vogel

- FDP-Bundestagsfraktion
 Wolfgang Mischnick

- Bundestagsfraktion Die Grünen
 Marieluise Beck-Oberdorf, Petra Kelly und Otto Schily bis 3. April 1984
 Annemarie Borgmann, Waltraud Schoppe und Antje Vollmer 3. April 1984 bis 30./31. Januar 1985
 Sabine Bard, Hannegret Hönes und Christian Schmidt 30./31. Januar 1985 bis 1. Februar 1986
 Annemarie Borgmann, Hannegret Hönes und Ludger Volmer (bis 18. Juli 1986) bzw. Willi Hoss (seit 8. September 1986) seit 1. Februar 1986

## Bundesregierung
- 29. März 1983
 Helmut Kohl wird mit 271:214:1 Stimmen zum Bundeskanzler gewählt.
 Er bildet die folgende Regierung: Kabinett Kohl II

## Ausschüsse
- Der 10. Deutsche Bundestag bildete die folgenden Ausschüsse:
 Bundestagsausschüsse des 10. Deutschen Bundestages

## Abgeordnete
| Mitglied des Bundestages                              | Lebens- daten | Partei     | Bundesland/ Landesliste | Wahlkreis                                  | Erst- stimmen in % | Bemerkungen |
| ----------------------------------------------------- | ------------- | ---------- | ----------------------- | ------------------------------------------ | ------------------ | --- |
| Manfred Abelein                                       | 1930–2008     | CDU        | Baden-Württemberg       | Aalen – Heidenheim                         | 58,5               | |
| Irmgard Adam-Schwaetzer                               | 1942          | FDP        | Nordrhein-Westfalen     |                                            |                    | |
| Karl Ahrens                                           | 1924–2015     | SPD        | Niedersachsen           |                                            |                    | |
| Walter Althammer                                      | 1928–2025     | CSU        | Bayern                  | Augsburg-Land                              | 69,9               | Stellvertretender Vorsitzender der CDU/CSU-Bundestagsfraktion bis 11. Januar 1985; ausgeschieden am 14. April 1985 |
| Max Amling                                            | 1934–2017     | SPD        | Bayern                  |                                            |                    | |
| Robert Antretter                                      | 1939          | SPD        | Baden-Württemberg       |                                            |                    | |
| Hans Apel                                             | 1932–2011     | SPD        | Hamburg                 | Hamburg-Nord                               | 45,7               | Stellvertretender Vorsitzender der SPD-Bundestagsfraktion |
| Anneliese Augustin                                    | 1930–2021     | CDU        | Hessen                  |                                            |                    | eingetreten am 13. Januar 1984 für Carl Otto Lenz |
| Hendrik Auhagen                                       | 1951          | Die Grünen | Baden-Württemberg       |                                            |                    | eingetreten am 17. April 1985 für Walter Schwenninger |
| Dietrich Austermann                                   | 1941          | CDU        | Schleswig-Holstein      | Steinburg – Dithmarschen-Süd               | 51,4               | |
| Hermann Bachmaier                                     | 1939–2023     | SPD        | Baden-Württemberg       |                                            |                    | |
| Egon Bahr                                             | 1922–2015     | SPD        | Schleswig-Holstein      |                                            |                    | |
| Georg Bamberg                                         | 1936–2023     | SPD        | Bayern                  |                                            |                    | |
| Sabine Bard                                           | 1946–2016     | Die Grünen | Bayern                  |                                            |                    | Vorsitzende der Bundestagsfraktion Die Grünen 31. März 1985 bis 1. Februar 1986 ausgeschieden am 31. März 1985 |
| Rainer Barzel                                         | 1924–2006     | CDU        | Nordrhein-Westfalen     |                                            |                    | Präsident des Deutschen Bundestages bis 25. Oktober 1984 |
| Gert Bastian                                          | 1923–1992     | Die Grünen | Bayern                  |                                            |                    | ab 10. Februar 1984 fraktionslos, ab 18. März 1986 erneut Die Grünen |
| Gerhart Baum                                          | 1932–2025     | FDP        | Nordrhein-Westfalen     |                                            |                    | |
| Richard Bayha                                         | 1929–1993     | CDU        | Hessen                  | Hanau                                      | 49,2               | |
| Marieluise Beck-Oberdorf                              | 1952          | Die Grünen | Baden-Württemberg       |                                            |                    | Vorsitzende der Bundestagsfraktion Die Grünen bis 3. April 1984; ausgeschieden am 14. April 1985 |
| Helmuth Becker (Nienberge)                            | 1929–2011     | SPD        | Nordrhein-Westfalen     |                                            |                    | Parlamentarischer Geschäftsführer der SPD-Bundestagsfraktion |
| Karl Becker (Frankfurt)                               | 1923–2002     | CDU        | Hessen                  | Frankfurt am Main II                       | 48,1               | |
| Klaus Beckmann                                        | 1944–1994     | FDP        | Nordrhein-Westfalen     |                                            |                    | Parlamentarischer Geschäftsführer der FDP-Bundestagsfraktion |
| Lieselotte Berger (Berlin)                            | 1920–1989     | CDU        | Berlin                  |                                            |                    | |
| Markus Berger (Lahnstein)                             | 1938–2016     | CDU        | Rheinland-Pfalz         |                                            |                    | |
| Franz-Josef Berners                                   | 1945          | CDU        | Nordrhein-Westfalen     |                                            |                    | eingetreten am 17. Januar 1986 für Helga Wex |
| Hans Gottfried Bernrath                               | 1927–2010     | SPD        | Nordrhein-Westfalen     |                                            |                    | |
| Erich Berschkeit                                      | 1926–2002     | SPD        | Nordrhein-Westfalen     |                                            |                    | |
| Alfred Biehle                                         | 1926–2014     | CSU        | Bayern                  | Main-Spessart                              | 65,6               | |
| Rudolf Bindig                                         | 1940          | SPD        | Baden-Württemberg       |                                            |                    | |
| Joseph-Theodor Blank                                  | 1947          | CDU        | Nordrhein-Westfalen     | Mettmann I                                 | 49,1               | |
| Heribert Blens                                        | 1936–2025     | CDU        | Nordrhein-Westfalen     | Köln II                                    | 50,2               | |
| Norbert Blüm                                          | 1935–2020     | CDU        | Nordrhein-Westfalen     |                                            |                    | Bundesminister für Arbeit und Sozialordnung |
| Lieselott Blunck                                      | 1942          | SPD        | Schleswig-Holstein      |                                            |                    | |
| Friedrich Bohl                                        | 1945          | CDU        | Hessen                  | Marburg                                    | 47,6               | Parlamentarischer Geschäftsführer der CDU/CSU-Bundestagsfraktion seit 15. November 1984 |
| Wilfried Bohlsen                                      | 1934–2016     | CDU        | Niedersachsen           |                                            |                    | |
| Wilfried Böhm (Melsungen)                             | 1934          | CDU        | Hessen                  | Hersfeld                                   | 47,4               | |
| Jochen Borchert                                       | 1940          | CDU        | Nordrhein-Westfalen     |                                            |                    | |
| Annemarie Borgmann                                    | 1942          | Die Grünen | Nordrhein-Westfalen     |                                            |                    | Stellvertretende Parlamentarische Geschäftsführerin der Bundestagsfraktion Die Grünen bis 3. April 1984; Vorsitzende der Bundestagsfraktion Die Grünen 3. April 1984 bis 31. März 1985 und seit 1. Februar 1986 eingetreten am 1. April 1985 für Christa Nickels    |
| Peter Boroffka                                        | 1932–1999     | CDU        | Berlin                  |                                            |                    | |
| Wolfgang Bötsch                                       | 1938–2017     | CSU        | Bayern                  | Würzburg                                   | 59,1               | Parlamentarischer Geschäftsführer der CDU/CSU-Bundestagsfraktion und der CSU-Landesgruppe |
| Willy Brandt                                          | 1913–1992     | SPD        | Nordrhein-Westfalen     |                                            |                    | Alterspräsident |
| Gerhard Braun                                         | 1923–2015     | CDU        | Nordrhein-Westfalen     |                                            |                    | |
| Günther Bredehorn                                     | 1935          | FDP        | Niedersachsen           |                                            |                    | |
| Paul Breuer                                           | 1950          | CDU        | Nordrhein-Westfalen     | Siegen-Wittgenstein I                      | 50,6               | |
| Werner Broll                                          | 1932          | CDU        | Niedersachsen           |                                            |                    | |
| Gerhard Brosi                                         | 1943–1984     | SPD        | Baden-Württemberg       |                                            |                    | verstorben am 3. April 1984 |
| Alwin Brück                                           | 1931–2020     | SPD        | Saarland                |                                            |                    | |
| Josef Brunner                                         | 1928–2012     | CSU        | Bayern                  |                                            |                    | |
| Hans Büchler (Hof)                                    | 1940–2019     | SPD        | Bayern                  |                                            |                    | |
| Peter Büchner (Speyer)                                | 1943–2009     | SPD        | Rheinland-Pfalz         |                                            |                    | |
| Walter Buckpesch                                      | 1924–2018     | SPD        | Hessen                  |                                            |                    | |
| Eberhard Bueb                                         | 1938          | Die Grünen | Bayern                  |                                            |                    | eingetreten am 1. April 1985 für Sabine Bard; Parlamentarischer Geschäftsführer der Bundestagsfraktion Die Grünen 31. März 1985 bis 1. Februar 1986; |
| Josef Bugl                                            | 1932–2023     | CDU        | Baden-Württemberg       |                                            |                    | |
| Klaus Bühler (Bruchsal)                               | 1941–2021     | CDU        | Baden-Württemberg       | Karlsruhe-Land                             | 61,4               | |
| Andreas von Bülow                                     | 1937          | SPD        | Baden-Württemberg       |                                            |                    | |
| Dieter Burgmann                                       | 1939          | Die Grünen | Bayern                  |                                            |                    | ausgeschieden am 15. März 1985 |
| Helmut Buschbom                                       | 1921–2017     | CDU        | Berlin                  |                                            |                    | |
| Hermann Buschfort                                     | 1928–2003     | SPD        | Nordrhein-Westfalen     |                                            |                    | |
| Manfred Carstens (Emstek)                             | 1943          | CDU        | Niedersachsen           | Cloppenburg – Vechta                       | 74,8               | |
| Peter Harry Carstensen (Nordstrand)                   | 1947          | CDU        | Schleswig-Holstein      | Nordfriesland – Dithmarschen-Nord          | 52,7               | |
| Wolf-Michael Catenhusen                               | 1945–2019     | SPD        | Nordrhein-Westfalen     |                                            |                    | |
| Joachim Clemens                                       | 1931–2018     | CDU        | Niedersachsen           | Braunschweig                               | 46,7               | |
| Hugo Collet                                           | 1921–1993     | SPD        | Rheinland-Pfalz         |                                            |                    | |
| Franz Josef Conrad (Riegelsberg)                      | 1944–1985     | CDU        | Saarland                | Saarbrücken II                             | 47,2               | verstorben am 12. September 1985 |
| Peter Conradi                                         | 1932–2016     | SPD        | Baden-Württemberg       |                                            |                    | |
| Peter Corterier                                       | 1936–2017     | SPD        | Baden-Württemberg       |                                            |                    | eingetreten am 13. Juni 1984 für Rainer Offergeld |
| Dieter-Julius Cronenberg (Arnsberg)                   | 1930–2013     | FDP        | Nordrhein-Westfalen     |                                            |                    | Stellvertretender Vorsitzender der FDP-Bundestagsfraktion bis 14. Dezember 1984; Vizepräsident des Deutschen Bundestages seit 14. Dezember 1984 |
| Lothar Curdt                                          | 1928–2005     | SPD        | Niedersachsen           |                                            |                    | |
| Herbert Czaja                                         | 1914–1997     | CDU        | Baden-Württemberg       | Stuttgart II                               | 46,3               | |
| Christa Czempiel                                      | 1925–2007     | SPD        | Hessen                  |                                            |                    | ausgeschieden am 5. Juli 1984 |
| Harm Dallmeyer                                        | 1942–1983     | CDU        | Schleswig-Holstein      | Flensburg – Schleswig                      | 49,7               | verstorben am 11. April 1983 |
| Hans Daniels (Bonn)                                   | 1934          | CDU        | Nordrhein-Westfalen     | Bonn                                       | 55,1               | |
| Heidemarie Dann                                       | 1950          | Die Grünen | Niedersachsen           |                                            |                    | Stellvertretende Parlamentarische Geschäftsführerin der Bundestagsfraktion Die Grünen 3. April 1984 bis 31. März 1985; eingetreten am 2. März 1985 für Gert Jannsen                                                                                                 |
| Klaus Daubertshäuser                                  | 1943–2008     | SPD        | Hessen                  |                                            |                    | |
| Herta Däubler-Gmelin                                  | 1943          | SPD        | Baden-Württemberg       |                                            |                    | Stellvertretende Vorsitzende der SPD-Bundestagsfraktion |
| Klaus Daweke                                          | 1943–2020     | CDU        | Nordrhein-Westfalen     | Lippe I                                    | 46,3               | |
| Karl Delorme                                          | 1920–2011     | SPD        | Rheinland-Pfalz         |                                            |                    | |
| Gertrud Dempwolf                                      | 1936–2025     | CDU        | Niedersachsen           |                                            |                    | eingetreten am 22. März 1984 für Horst Schröder |
| Karl Deres                                            | 1930–2007     | CDU        | Rheinland-Pfalz         | Ahrweiler                                  | 62,8               | |
| Nils Diederich (Berlin)                               | 1934          | SPD        | Berlin                  |                                            |                    | |
| Werner Dolata                                         | 1927–2015     | CDU        | Berlin                  |                                            |                    | |
| Werner Dollinger                                      | 1918–2008     | CSU        | Bayern                  | Fürth                                      | 58,0               | Bundesminister für Verkehr |
| Werner Dörflinger                                     | 1940–2021     | CDU        | Baden-Württemberg       | Waldshut                                   | 62,7               | |
| Hansjürgen Doss                                       | 1936          | CDU        | Rheinland-Pfalz         |                                            |                    | |
| Dieter Drabiniok                                      | 1954          | Die Grünen | Nordrhein-Westfalen     |                                            |                    | ausgeschieden am 31. März 1985 |
| Alfred Dregger                                        | 1920–2002     | CDU        | Hessen                  | Fulda                                      | 61,8               | Vorsitzender der CDU/CSU-Bundestagsfraktion |
| Rudolf Dreßler                                        | 1940–2025     | SPD        | Nordrhein-Westfalen     | Wuppertal I                                | 45,6               | |
| Freimut Duve                                          | 1936–2020     | SPD        | Hamburg                 | Hamburg-Mitte                              | 54,3               | |
| Jürgen Echternach                                     | 1937–2006     | CDU        | Hamburg                 |                                            |                    | |
| Jürgen Egert                                          | 1941–1992     | SPD        | Berlin                  |                                            |                    | |
| Horst Ehmke (Bonn)                                    | 1927–2017     | SPD        | Nordrhein-Westfalen     |                                            |                    | Stellvertretender Vorsitzender der SPD-Bundestagsfraktion |
| Wolfgang Ehmke (Ettlingen)                            | 1946          | Die Grünen | Baden-Württemberg       |                                            |                    | ausgeschieden am 28. März 1985 |
| Udo Ehrbar                                            | 1942          | CDU        | Baden-Württemberg       | Heidelberg                                 | 48,9               | |
| Herbert Ehrenberg                                     | 1926–2018     | SPD        | Niedersachsen           | Friesland – Wilhelmshaven                  | 47,2               | |
| Karl-Arnold Eickmeyer                                 | 1925–2007     | SPD        | Niedersachsen           |                                            |                    | eingetreten am 23. August 1985 für Walter Polkehn, ab 27. Oktober 1986 fraktionslos |
| Uschi Eid                                             | 1949          | Die Grünen | Baden-Württemberg       |                                            |                    | Stellvertretende Parlamentarische Geschäftsführerin der Bundestagsfraktion Die Grünen seit 31. März 1985; eingetreten am 17. April 1985 für Marieluise Beck-Oberdorf                                                                                                |
| Karl Eigen                                            | 1927–2016     | CDU        | Schleswig-Holstein      | Plön – Neumünster                          | 48,4               | |
| Norbert Eimer (Fürth)                                 | 1940–2021     | FDP        | Bayern                  |                                            |                    | |
| Alfred Emmerlich                                      | 1928–2017     | SPD        | Niedersachsen           |                                            |                    | Stellvertretender Vorsitzender der SPD-Bundestagsfraktion |
| Wendelin Enders                                       | 1922–2019     | SPD        | Hessen                  |                                            |                    | |
| Hans A. Engelhard                                     | 1934–2008     | FDP        | Bayern                  |                                            |                    | Bundesminister der Justiz |
| Matthias Engelsberger                                 | 1925–2005     | CSU        | Bayern                  | Traunstein                                 | 68,6               | |
| Benno Erhard (Bad Schwalbach)                         | 1923–2011     | CDU        | Hessen                  | Rheingau-Taunus – Limburg                  | 54,6               | Stellvertretender Vorsitzender der CDU/CSU-Bundestagsfraktion bis 3. November 1983 Parlamentarischer Staatssekretär beim Bundesminister der Justiz seit 3. November 1983                                                                                            |
| Josef Ertl                                            | 1925–2000     | FDP        | Bayern                  |                                            |                    | |
| Helmut Esters                                         | 1935–2017     | SPD        | Nordrhein-Westfalen     |                                            |                    | |
| Carl Ewen                                             | 1931–2022     | SPD        | Niedersachsen           | Aurich – Emden                             | 57,1               | Parlamentarischer Geschäftsführer der SPD-Bundestagsfraktion |
| Horst Eylmann                                         | 1933–2014     | CDU        | Niedersachsen           | Stade – Rotenburg I                        | 51,7               | |
| Kurt Faltlhauser                                      | 1940          | CSU        | Bayern                  | München-West                               | 50,7               | |
| Jochen Feilcke                                        | 1942          | CDU        | Berlin                  |                                            |                    | |
| Olaf Feldmann                                         | 1937          | FDP        | Baden-Württemberg       |                                            |                    | |
| Hermann Fellner                                       | 1950–2020     | CSU        | Bayern                  | Amberg                                     | 68,3               | |
| Udo Fiebig                                            | 1935–2022     | SPD        | Nordrhein-Westfalen     | Hamm – Unna II                             | 48,2               | |
| Dirk Fischer (Hamburg)                                | 1943          | CDU        | Hamburg                 |                                            |                    | |
| Gernot Fischer (Osthofen)                             | 1937          | SPD        | Rheinland-Pfalz         | Worms                                      | 47,2               | |
| Joschka Fischer (Frankfurt)                           | 1948          | Die Grünen | Hessen                  |                                            |                    | Parlamentarischer Geschäftsführer der Bundestagsfraktion Die Grünen bis 3. April 1984; ausgeschieden am 31. März 1985 |
| Leni Fischer (Unna)                                   | 1935–2022     | CDU        | Nordrhein-Westfalen     |                                            |                    | |
| Lothar Fischer (Homburg)                              | 1942–2013     | SPD        | Saarland                | Homburg                                    | 47,9               | |
| Ulrich Fischer (Bad Hersfeld)                         | 1942–2020     | Die Grünen | Hessen                  |                                            |                    | eingetreten am 20. Januar 1986 für Hubert Kleinert |
| Klaus Francke (Hamburg)                               | 1936–2020     | CDU        | Hamburg                 |                                            |                    | |
| Egon Franke (Hannover)                                | 1913–1995     | SPD        | Niedersachsen           | Hannover I                                 | 46,9               | |
| Heinrich Franke                                       | 1928–2004     | CDU        | Niedersachsen           |                                            |                    | Parlamentarischer Staatssekretär beim Bundesminister für Arbeit und Sozialordnung bis 30. März 1984 ausgeschieden am 9. April 1984 |
| Bernhard Friedmann                                    | 1932–2021     | CDU        | Baden-Württemberg       | Rastatt                                    | 61,9               | |
| Horst Fritsch                                         | 1931–2010     | Die Grünen | Nordrhein-Westfalen     |                                            |                    | eingetreten am 14. März 1986 für Otto Schily |
| Anke Fuchs (Köln)                                     | 1937–2019     | SPD        | Nordrhein-Westfalen     |                                            |                    | Stellvertretende Vorsitzende der SPD-Bundestagsfraktion |
| Katrin Fuchs (Verl)                                   | 1938          | SPD        | Nordrhein-Westfalen     |                                            |                    | |
| Honor Funk (Gutenzell)                                | 1930–2022     | CDU        | Baden-Württemberg       |                                            |                    | eingetreten am 14. Oktober 1985 für Haimo George |
| Georg Gallus                                          | 1927–2021     | FDP        | Baden-Württemberg       |                                            |                    | Parlamentarischer Staatssekretär beim Bundesminister für Ernährung, Landwirtschaft und Forsten |
| Norbert Gansel                                        | 1940          | SPD        | Schleswig-Holstein      | Kiel                                       | 53,9               | |
| Johannes Ganz (St. Wendel)                            | 1932          | CDU        | Saarland                | St. Wendel                                 | 51,5               | |
| Hans H. Gattermann                                    | 1931–1994     | FDP        | Nordrhein-Westfalen     |                                            |                    | |
| Michaela Geiger                                       | 1943–1998     | CSU        | Bayern                  |                                            |                    | |
| Heiner Geißler                                        | 1930–2017     | CDU        | Rheinland-Pfalz         | Südpfalz                                   | 55,7               | Bundesminister für Jugend, Familie und Gesundheit bis 26. September 1985 |
| Wolfgang von Geldern                                  | 1944          | CDU        | Niedersachsen           | Cuxhaven                                   | 48,5               | Parlamentarischer Staatssekretär beim Bundesminister für Ernährung, Landwirtschaft und Forsten |
| Hans-Dietrich Genscher                                | 1927–2016     | FDP        | Nordrhein-Westfalen     |                                            |                    | Bundesminister des Auswärtigen |
| Haimo George                                          | 1933–1985     | CDU        | Baden-Württemberg       | Calw                                       | 62,2               | verstorben am 5. Oktober 1985 |
| Paul Gerlach (Obernau)                                | 1929–2009     | CSU        | Bayern                  | Aschaffenburg                              | 61,9               | |
| Ludwig Gerstein                                       | 1928–1994     | CDU        | Nordrhein-Westfalen     |                                            |                    | |
| Johannes Gerster (Mainz)                              | 1941–2021     | CDU        | Rheinland-Pfalz         | Mainz                                      | 49,0               | |
| Friedrich Gerstl (Passau)                             | 1923–2014     | SPD        | Bayern                  |                                            |                    | |
| Konrad Gilges                                         | 1941          | SPD        | Nordrhein-Westfalen     | Köln III                                   | 50,5               | |
| Eugen Glombig                                         | 1924–2004     | SPD        | Hamburg                 | Hamburg-Wandsbek                           | 50,2               | |
| Michael Glos                                          | 1944          | CSU        | Bayern                  | Schweinfurt                                | 63,7               | |
| Peter Glotz                                           | 1939–2005     | SPD        | Bayern                  |                                            |                    | |
| Horst Gobrecht                                        | 1936–2015     | SPD        | Hamburg                 | Hamburg-Altona                             | 47,4               | ausgeschieden am 29. Juni 1984 |
| Reinhard Göhner                                       | 1953          | CDU        | Nordrhein-Westfalen     |                                            |                    | |
| Gabriele Gottwald                                     | 1955          | Die Grünen | Nordrhein-Westfalen     |                                            |                    | ausgeschieden am 31. März 1985 |
| Eicke Götz                                            | 1939          | CSU        | Bayern                  | Fürstenfeldbruck                           | 61,5               | |
| Wolfgang Götzer                                       | 1955          | CSU        | Bayern                  |                                            |                    | eingetreten am 4. Juni 1984 für Klaus Hartmann |
| Claus Grobecker                                       | 1935–2018     | SPD        | Bremen                  | Bremen-West                                | 57,0               | ausgeschieden am 14. November 1983 |
| Josef Grünbeck                                        | 1925–2012     | FDP        | Bayern                  |                                            |                    | |
| Horst Grunenberg                                      | 1928–2006     | SPD        | Bremen                  | Bremerhaven – Bremen-Nord                  | 53,6               | |
| Martin Grüner                                         | 1929–2018     | FDP        | Baden-Württemberg       |                                            |                    | Parlamentarischer Staatssekretär beim Bundesminister für Wirtschaft |
| Horst Günther                                         | 1939          | CDU        | Nordrhein-Westfalen     |                                            |                    | |
| Dieter Haack                                          | 1934          | SPD        | Bayern                  |                                            |                    | |
| Ernst Haar                                            | 1925–2004     | SPD        | Baden-Württemberg       |                                            |                    | |
| Horst Haase (Fürth)                                   | 1933–2019     | SPD        | Bayern                  |                                            |                    | |
| Lothar Haase (Kassel)                                 | 1923–2013     | CDU        | Hessen                  |                                            |                    | ausgeschieden am 5. Dezember 1983 |
| Wolfgang Hackel                                       | 1942          | CDU        | Berlin                  |                                            |                    | ausgeschieden am 1. Dezember 1985 |
| Karl Haehser                                          | 1928–2012     | SPD        | Rheinland-Pfalz         |                                            |                    | |
| Hansjörg Häfele                                       | 1932–2025     | CDU        | Baden-Württemberg       | Schwarzwald-Baar                           | 62,9               | Parlamentarischer Staatssekretär beim Bundesminister der Finanzen |
| Hildegard Hamm-Brücher                                | 1921–2016     | FDP        | Bayern                  |                                            |                    | |
| Carl-Detlev Freiherr von Hammerstein                  | 1938          | CDU        | Niedersachsen           |                                            |                    | eingetreten am 9. April 1984 für Heinrich Franke |
| Franz Handlos                                         | 1939–2013     | CSU        | Bayern                  | Deggendorf                                 | 73,6               | ab 8. Juli 1983 fraktionslos |
| Uwe Hansen (Hamburg)                                  | 1938          | SPD        | Hamburg                 |                                            |                    | eingetreten am 29. Juni 1984 für Horst Gobrecht |
| August Hanz (Dahlen)                                  | 1925–2008     | CDU        | Rheinland-Pfalz         | Montabaur                                  | 52,9               | |
| Liesel Hartenstein                                    | 1928–2013     | SPD        | Baden-Württemberg       |                                            |                    | |
| Klaus Hartmann                                        | 1935–1995     | CSU        | Bayern                  | Erlangen                                   | 52,8               | ausgeschieden am 4. Juni 1984 |
| Ingomar Hauchler                                      | 1938          | SPD        | Niedersachsen           |                                            |                    | |
| Rudolf Hauck                                          | 1924–2003     | SPD        | Niedersachsen           |                                            |                    | |
| Volker Hauff                                          | 1940          | SPD        | Baden-Württemberg       |                                            |                    | Stellvertretender Vorsitzender der SPD-Bundestagsfraktion |
| Rainer Haungs                                         | 1942–1996     | CDU        | Baden-Württemberg       | Emmendingen – Lahr                         | 56,1               | |
| Hansheinz Hauser (Krefeld)                            | 1922–2020     | CDU        | Nordrhein-Westfalen     | Krefeld                                    | 50,5               | Stellvertretender Vorsitzender der CDU/CSU-Bundestagsfraktion |
| Otto Hauser (Esslingen)                               | 1952          | CDU        | Baden-Württemberg       | Esslingen                                  | 50,7               | |
| Helmut Haussmann                                      | 1943          | FDP        | Baden-Württemberg       |                                            |                    | |
| Klaus Hecker                                          | 1929–2019     | Die Grünen | Hessen                  |                                            |                    | ausgeschieden am 31. August 1983 |
| Klaus-Jürgen Hedrich                                  | 1941–2022     | CDU        | Niedersachsen           | Celle – Uelzen                             | 53,3               | |
| Constantin Heereman von Zuydtwyck                     | 1931–2017     | CDU        | Nordrhein-Westfalen     | Steinfurt II                               | 53,7               | |
| Gerhard Heimann                                       | 1934–2017     | SPD        | Berlin                  |                                            |                    | |
| Dieter Heistermann                                    | 1936–2010     | SPD        | Nordrhein-Westfalen     |                                            |                    | |
| Renate Hellwig                                        | 1940          | CDU        | Baden-Württemberg       | Neckar-Zaber                               | 53,6               | |
| Herbert Helmrich                                      | 1934–2017     | CDU        | Niedersachsen           | Harburg                                    | 54,6               | |
| Ottfried Hennig                                       | 1937–1999     | CDU        | Nordrhein-Westfalen     | Gütersloh                                  | 59,1               | Parlamentarischer Staatssekretär beim Bundesminister für Innerdeutsche Beziehungen |
| Adolf Herkenrath                                      | 1928–2009     | CDU        | Nordrhein-Westfalen     | Rhein-Sieg-Kreis I                         | 54,8               | |
| Günter Herterich                                      | 1939–2014     | SPD        | Nordrhein-Westfalen     | Köln IV                                    | 52,1               | |
| Ludwig Hettling                                       | 1938–2007     | SPD        | Bremen                  |                                            |                    | eingetreten am 15. November 1983 für Claus Grobecker |
| Günther Heyenn                                        | 1936–2009     | SPD        | Schleswig-Holstein      |                                            |                    | |
| Erika Hickel                                          | 1934–2020     | Die Grünen | Niedersachsen           |                                            |                    | Stellvertretende Parlamentarische Geschäftsführerin der Bundestagsfraktion Die Grünen 3. April 1984 bis 31. März 1985; ausgeschieden am 9. März 1985 |
| Reinhold Hiller (Lübeck)                              | 1949–2025     | SPD        | Schleswig-Holstein      | Lübeck                                     | 48,6               | |
| Wolfgang Hinrichs                                     | 1922–2010     | CDU        | Bremen                  |                                            |                    | |
| Ernst Hinsken                                         | 1943–2020     | CSU        | Bayern                  | Straubing                                  | 71,3               | |
| Burkhard Hirsch                                       | 1930–2020     | FDP        | Nordrhein-Westfalen     |                                            |                    | |
| Paul Hoffacker                                        | 1930–2023     | CDU        | Nordrhein-Westfalen     | Essen III                                  | 46,2               | |
| Klaus-Jürgen Hoffie                                   | 1936          | FDP        | Hessen                  |                                            |                    | |
| Peter Wilhelm Höffkes                                 | 1927–2005     | CSU        | Bayern                  | Nürnberg-Süd                               | 47,1               | Stellvertretender Vorsitzender der CSU-Landesgruppe |
| Hajo Hoffmann (Saarbrücken)                           | 1945–2024     | SPD        | Saarland                | Saarbrücken I                              | 49,8               | ausgeschieden am 11. April 1985 |
| Ingeborg Hoffmann (Soltau)                            | 1923–2012     | CDU        | Niedersachsen           | Soltau-Fallingbostel – Rotenburg II        | 53,9               | |
| Uwe Holtz                                             | 1944          | SPD        | Nordrhein-Westfalen     |                                            |                    | |
| Hannegret Hönes                                       | 1946          | Die Grünen | Baden-Württemberg       |                                            |                    | eingetreten am 13. April 1985 für Willi Hoss; Vorsitzende der Bundestagsfraktion Die Grünen seit 31. März 1985 |
| Stefan Höpfinger                                      | 1925–2004     | CSU        | Bayern                  | Augsburg-Stadt                             | 55,6               | Parlamentarischer Staatssekretär beim Bundesminister für Arbeit und Sozialordnung seit 4. April 1984 |
| Hans-Günter Hoppe                                     | 1922–2000     | FDP        | Berlin                  |                                            |                    | Stellvertretender Vorsitzender der FDP-Bundestagsfraktion |
| Milan Horácek                                         | 1946          | Die Grünen | Hessen                  |                                            |                    | eingetreten am 2. September 1983 für Klaus Hecker, ausgeschieden am 3. Oktober 1985 |
| Erwin Horn                                            | 1929–2006     | SPD        | Hessen                  |                                            |                    | |
| Karl-Heinz Hornhues                                   | 1939          | CDU        | Niedersachsen           | Stadt Osnabrück                            | 51,0               | |
| Siegfried Hornung                                     | 1938          | CDU        | Baden-Württemberg       |                                            |                    | |
| Martin Horstmeier                                     | 1929–2024     | CDU        | Nordrhein-Westfalen     |                                            |                    | eingetreten am 3. Dezember 1986 für Peter Milz |
| Willi Hoss                                            | 1929–2003     | Die Grünen | Baden-Württemberg       |                                            |                    | ausgeschieden am 12. April 1985; Vorsitzender der Bundestagsfraktion Die Grünen seit 8. September 1986 |
| Antje Huber                                           | 1924–2015     | SPD        | Nordrhein-Westfalen     |                                            |                    | |
| Gunter Huonker                                        | 1937–2021     | SPD        | Baden-Württemberg       |                                            |                    | |
| Herbert Hupka                                         | 1915–2006     | CDU        | Nordrhein-Westfalen     |                                            |                    | |
| Agnes Hürland-Büning (bis 26. November 1986: Hürland) | 1926–2009     | CDU        | Nordrhein-Westfalen     |                                            |                    | Parlamentarische Geschäftsführerin der CDU/CSU-Bundestagsfraktion |
| Heinz Günther Hüsch                                   | 1929–2023     | CDU        | Nordrhein-Westfalen     | Neuss I                                    | 53,9               | |
| Hans Graf Huyn                                        | 1930–2011     | CSU        | Bayern                  | Rosenheim                                  | 65,8               | |
| Lothar Ibrügger                                       | 1944          | SPD        | Nordrhein-Westfalen     | Minden-Lübbecke                            | 47,8               | |
| Klaus Immer                                           | 1924–2022     | SPD        | Rheinland-Pfalz         |                                            |                    | |
| Claus Jäger                                           | 1931–2013     | CDU        | Baden-Württemberg       |                                            |                    | |
| Bernhard Jagoda                                       | 1940–2015     | CDU        | Hessen                  |                                            |                    | |
| Friedrich-Adolf Jahn (Münster)                        | 1935–2016     | CDU        | Nordrhein-Westfalen     | Münster                                    | 51,8               | Parlamentarischer Staatssekretär beim Bundesminister für Raumordnung, Bauwesen und Städtebau |
| Gerhard Jahn (Marburg)                                | 1927–1998     | SPD        | Hessen                  |                                            |                    | Parlamentarischer Geschäftsführer der SPD-Bundestagsfraktion |
| Gert Jannsen                                          | 1939          | Die Grünen | Niedersachsen           |                                            |                    | ausgeschieden am 1. März 1985 |
| Günther Jansen                                        | 1936          | SPD        | Schleswig-Holstein      |                                            |                    | |
| Horst Jaunich                                         | 1930          | SPD        | Nordrhein-Westfalen     |                                            |                    | |
| Philipp Jenninger                                     | 1932–2018     | CDU        | Baden-Württemberg       | Schwäbisch Hall                            | 58,5               | Staatsminister im Bundeskanzleramt bis 4. November 1984 Präsident des Deutschen Bundestages seit 5. November 1984 |
| Uwe Jens                                              | 1935–2013     | SPD        | Nordrhein-Westfalen     | Wesel I                                    | 49,8               | |
| Dionys Jobst                                          | 1927–2017     | CSU        | Bayern                  | Schwandorf                                 | 65,3               | Stellvertretender Vorsitzender der CSU-Landesgruppe |
| Volker Jung (Düsseldorf)                              | 1942          | SPD        | Nordrhein-Westfalen     | Düsseldorf II                              | 48,6               | |
| Wilhelm Jung (Lörrach)                                | 1928–2015     | CDU        | Baden-Württemberg       | Lörrach – Müllheim                         | 53,6               | |
| Hans-Jürgen Junghans                                  | 1922–2003     | SPD        | Niedersachsen           | Salzgitter – Wolfenbüttel                  | 47,9               | |
| Horst Jungmann (Wittmoldt)                            | 1940          | SPD        | Schleswig-Holstein      |                                            |                    | |
| Joachim Kalisch                                       | 1929–2020     | CDU        | Berlin                  |                                            |                    | |
| Dietmar Kansy                                         | 1938–2018     | CDU        | Niedersachsen           | Hannover-Land I                            | 49,0               | |
| Irmgard Karwatzki                                     | 1940–2007     | CDU        | Nordrhein-Westfalen     |                                            |                    | Parlamentarische Staatssekretärin beim Bundesminister für Jugend, Familie und Gesundheit |
| Ernst Kastning                                        | 1938          | SPD        | Niedersachsen           |                                            |                    | |
| Peter Keller                                          | 1937–2024     | CSU        | Bayern                  |                                            |                    | |
| Petra Kelly                                           | 1947–1992     | Die Grünen | Bayern                  |                                            |                    | Vorsitzende der Bundestagsfraktion Die Grünen bis 3. April 1984 |
| Ignaz Kiechle                                         | 1930–2003     | CSU        | Bayern                  | Oberallgäu                                 | 65,4               | Bundesminister für Ernährung, Landwirtschaft und Forsten |
| Günter Kiehm                                          | 1931–2021     | SPD        | Niedersachsen           |                                            |                    | |
| Klaus Kirschner                                       | 1941          | SPD        | Baden-Württemberg       |                                            |                    | |
| Karl Kisslinger                                       | 1926–2008     | SPD        | Bayern                  |                                            |                    | |
| Peter Kittelmann                                      | 1936–2003     | CDU        | Berlin                  |                                            |                    | |
| Hans Klein (München)                                  | 1931–1996     | CSU        | Bayern                  |                                            |                    | |
| Hans Hugo Klein (Göttingen)                           | 1936          | CDU        | Niedersachsen           | Göttingen                                  | 46,9               | Parlamentarischer Staatssekretär beim Bundesminister der Justiz bis 3. November 1983 ausgeschieden am 20. Dezember 1983 |
| Heinrich Klein (Dieburg)                              | 1932–1989     | SPD        | Hessen                  |                                            |                    | |
| Detlef Kleinert (Hannover)                            | 1932–2016     | FDP        | Niedersachsen           |                                            |                    | |
| Hubert Kleinert (Marburg)                             | 1954          | Die Grünen | Hessen                  |                                            |                    | ausgeschieden am 19. Januar 1986 |
| Karl-Heinz Klejdzinski                                | 1934–2021     | SPD        | Nordrhein-Westfalen     |                                            |                    | |
| Hans-Ulrich Klose                                     | 1937–2023     | SPD        | Hamburg                 | Hamburg-Harburg                            | 55,0               | |
| Helmut Kohl                                           | 1930–2017     | CDU        | Rheinland-Pfalz         |                                            |                    | Bundeskanzler |
| Herbert W. Köhler (Duisburg)                          | 1919–2001     | CDU        | Nordrhein-Westfalen     |                                            |                    | |
| Volkmar Köhler (Wolfsburg)                            | 1930–2012     | CDU        | Niedersachsen           | Helmstedt – Wolfsburg                      | 52,4               | Parlamentarischer Staatssekretär beim Bundesminister für wirtschaftliche Zusammenarbeit |
| Roland Kohn                                           | 1950          | FDP        | Baden-Württemberg       |                                            |                    | |
| Elmar Kolb                                            | 1936–2013     | CDU        | Baden-Württemberg       | Ravensburg – Bodensee                      | 65,4               | |
| Walter Kolbow                                         | 1944–2024     | SPD        | Bayern                  |                                            |                    | |
| Rudolf Kraus                                          | 1941–2018     | CSU        | Bayern                  | München-Ost                                | 48,8               | |
| Reinhold Kreile                                       | 1929–2024     | CSU        | Bayern                  |                                            |                    | |
| Volkmar Kretkowski                                    | 1938          | SPD        | Nordrhein-Westfalen     |                                            |                    | |
| Franz Heinrich Krey                                   | 1930–2017     | CDU        | Nordrhein-Westfalen     | Rheinisch-Bergischer Kreis I               | 55,9               | |
| Julius H. Krizsan                                     | 1937–2025     | Die Grünen | Niedersachsen           |                                            |                    | Stellvertretender Parlamentarischer Geschäftsführer der Bundestagsfraktion Die Grünen 25. Oktober 1983 bis 3. April 1984; ausgeschieden am 13. März 1985 |
| Hermann Kroll-Schlüter                                | 1939          | CDU        | Nordrhein-Westfalen     | Soest                                      | 56,3               | |
| Ursula Krone-Appuhn                                   | 1936–1988     | CSU        | Bayern                  |                                            |                    | |
| Friedrich Kronenberg                                  | 1933–2025     | CDU        | Nordrhein-Westfalen     |                                            |                    | |
| Klaus Kübler                                          | 1936–2007     | SPD        | Hessen                  |                                            |                    | |
| Klaus-Dieter Kühbacher                                | 1943–2023     | SPD        | Niedersachsen           |                                            |                    | |
| Eckart Kuhlwein                                       | 1938–2022     | SPD        | Schleswig-Holstein      |                                            |                    | |
| Max Kunz (Weiden)                                     | 1929–2024     | CSU        | Bayern                  | Weiden                                     | 63,3               | |
| Karl-Hans Laermann                                    | 1929–2024     | FDP        | Nordrhein-Westfalen     |                                            |                    | |
| Manfred Lahnstein                                     | 1937          | SPD        | Nordrhein-Westfalen     |                                            |                    | ausgeschieden am 31. August 1983 |
| Uwe Lambinus                                          | 1941–2019     | SPD        | Bayern                  |                                            |                    | |
| Otto Graf Lambsdorff                                  | 1926–2009     | FDP        | Nordrhein-Westfalen     |                                            |                    | Bundesminister für Wirtschaft bis 27. Juni 1984 |
| Karl Lamers                                           | 1935–2022     | CDU        | Nordrhein-Westfalen     |                                            |                    | |
| Norbert Lammert                                       | 1948          | CDU        | Nordrhein-Westfalen     |                                            |                    | |
| Heinz Landré                                          | 1930–1999     | CDU        | Nordrhein-Westfalen     | Herford                                    | 46,7               | |
| Torsten Lange                                         | 1945          | Die Grünen | Baden-Württemberg       |                                            |                    | eingetreten am 17. April 1985 für Christa Reetz |
| Manfred Langner                                       | 1941–2024     | CDU        | Hessen                  | Hochtaunus                                 | 53,5               | |
| Herbert Lattmann                                      | 1944          | CDU        | Niedersachsen           | Hannover-Land II                           | 46,6               | |
| Paul Laufs                                            | 1938          | CDU        | Baden-Württemberg       | Waiblingen                                 | 54,2               | |
| Karl Heinz Lemmrich                                   | 1926–2018     | CSU        | Bayern                  | Donau-Ries                                 | 67,8               | |
| Klaus Lennartz                                        | 1944–2019     | SPD        | Nordrhein-Westfalen     | Erftkreis I                                | 48,3               | |
| Carl Otto Lenz (Bergstraße)                           | 1930          | CDU        | Hessen                  | Bergstraße                                 | 51,1               | ausgeschieden am 13. Januar 1984 |
| Christian Lenzer                                      | 1933–2022     | CDU        | Hessen                  | Lahn-Dill                                  | 47,3               | |
| Günther Leonhart                                      | 1929–2003     | SPD        | Rheinland-Pfalz         | Kreuznach                                  | 46,9               | |
| Renate Lepsius                                        | 1927–2004     | SPD        | Baden-Württemberg       |                                            |                    | eingetreten am 12. April 1984 für Gerhard Brosi |
| Karl Liedtke                                          | 1925–2008     | SPD        | Nordrhein-Westfalen     | Bochum I                                   | 56,7               | |
| Jürgen Linde                                          | 1935          | SPD        | Niedersachsen           |                                            |                    | ausgeschieden am 10. November 1983 |
| Helmut Link (Frankfurt)                               | 1927–2009     | CDU        | Hessen                  | Frankfurt am Main III                      | 45,8               | |
| Walter Link (Diepholz)                                | 1937–2010     | CDU        | Niedersachsen           | Diepholz                                   | 50,1               | |
| Josef Linsmeier                                       | 1944–2024     | CSU        | Bayern                  | München-Land                               | 54,4               | |
| Eduard Lintner                                        | 1944          | CSU        | Bayern                  | Bad Kissingen                              | 72,5               | |
| Klaus Lippold (Offenbach)                             | 1943          | CDU        | Hessen                  | Offenbach                                  | 48,6               | |
| Lothar Löffler                                        | 1929–2005     | SPD        | Berlin                  |                                            |                    | |
| Paul Löher                                            | 1924–1995     | CDU        | Nordrhein-Westfalen     |                                            |                    | |
| Klaus Lohmann (Witten)                                | 1936          | SPD        | Nordrhein-Westfalen     | Bochum II – Ennepe-Ruhr-Kreis II           | 58,5               | |
| Wolfgang Lohmann (Lüdenscheid)                        | 1935          | CDU        | Nordrhein-Westfalen     | Märkischer Kreis II                        | 47,0               | |
| Peter Lorenz                                          | 1922–1987     | CDU        | Berlin                  |                                            |                    | Staatsminister im Bundeskanzleramt |
| Julius Louven                                         | 1933          | CDU        | Nordrhein-Westfalen     | Viersen                                    | 56,6               | |
| Ortwin Lowack                                         | 1942          | CSU        | Bayern                  | Bayreuth                                   | 61,6               | |
| Egon Lutz                                             | 1934–2011     | SPD        | Bayern                  |                                            |                    | |
| Dagmar Luuk                                           | 1940          | SPD        | Berlin                  |                                            |                    | |
| Erich Maaß                                            | 1944          | CDU        | Niedersachsen           |                                            |                    | |
| Theo Magin                                            | 1932–2025     | CDU        | Rheinland-Pfalz         | Neustadt – Speyer                          | 53,0               | |
| Norbert Mann                                          | 1943          | Die Grünen | Nordrhein-Westfalen     |                                            |                    | eingetreten am 1. April 1985 für Hans Verheyen |
| Ursula Männle                                         | 1944          | CSU        | Bayern                  |                                            |                    | |
| Erwin Marschewski                                     | 1940          | CDU        | Nordrhein-Westfalen     |                                            |                    | |
| Anke Martiny-Glotz                                    | 1939–2016     | SPD        | Bayern                  |                                            |                    | |
| Werner Marx                                           | 1924–1985     | CDU        | Rheinland-Pfalz         | Pirmasens                                  | 53,8               | verstorben am 12. Juli 1985 |
| Ingrid Matthäus-Maier                                 | 1945          | SPD        | Nordrhein-Westfalen     |                                            |                    | |
| Hans Matthöfer                                        | 1925–2009     | SPD        | Hessen                  |                                            |                    | |
| Alfred Meininghaus                                    | 1926–2013     | SPD        | Nordrhein-Westfalen     | Dortmund II                                | 60,8               | |
| Heinz Menzel                                          | 1926–2013     | SPD        | Nordrhein-Westfalen     | Gelsenkirchen II – Recklinghausen III      | 58,3               | |
| Franz-Josef Mertens (Bottrop)                         | 1934–2017     | SPD        | Nordrhein-Westfalen     | Bottrop – Recklinghausen IV                | 57,4               | |
| Alois Mertes (Gerolstein)                             | 1921–1985     | CDU        | Rheinland-Pfalz         | Bitburg                                    | 69,9               | Staatsminister im Auswärtigen Amt verstorben am 16. Juni 1985 |
| Reinhard Metz                                         | 1937–2009     | CDU        | Bremen                  |                                            |                    | |
| Reinhard Meyer zu Bentrup                             | 1939–2024     | CDU        | Nordrhein-Westfalen     | Bielefeld                                  | 46,6               | |
| Meinolf Michels                                       | 1935–2019     | CDU        | Nordrhein-Westfalen     | Höxter – Lippe II                          | 58,7               | |
| Paul Mikat                                            | 1924–2011     | CDU        | Nordrhein-Westfalen     |                                            |                    | |
| Karl Miltner                                          | 1929–2020     | CDU        | Baden-Württemberg       | Odenwald – Tauber                          | 65,6               | Stellvertretender Vorsitzender der CDU/CSU-Bundestagsfraktion seit 23. November 1983 |
| Peter Milz                                            | 1934–1986     | CDU        | Nordrhein-Westfalen     | Euskirchen – Erftkreis II                  | 55,4               | verstorben am 26. November 1986 |
| Wolfgang Mischnick                                    | 1921–2002     | FDP        | Hessen                  |                                            |                    | Vorsitzender der FDP-Bundestagsfraktion |
| Peter Mitzscherling                                   | 1928–1996     | SPD        | Berlin                  |                                            |                    | |
| Helmuth Möhring                                       | 1922–2006     | SPD        | Niedersachsen           |                                            |                    | eingetreten am 8. Juli 1986 für Gerhard Schröder |
| Jürgen Möllemann                                      | 1945–2003     | FDP        | Nordrhein-Westfalen     |                                            |                    | Staatsminister im Auswärtigen Amt |
| Franz Möller                                          | 1930–2018     | CDU        | Nordrhein-Westfalen     | Rhein-Sieg-Kreis II                        | 61,0               | |
| Adolf Müller (Remscheid)                              | 1916–2005     | CDU        | Nordrhein-Westfalen     |                                            |                    | Stellvertretender Vorsitzender der CDU/CSU-Bundestagsfraktion |
| Alfons Müller (Wesseling)                             | 1931–2003     | CDU        | Nordrhein-Westfalen     |                                            |                    | |
| Günther Müller                                        | 1934–1997     | CSU        | Bayern                  | Rottal-Inn                                 | 71,1               | |
| Hans-Werner Müller (Wadern)                           | 1942          | CDU        | Saarland                | Saarlouis                                  | 51,2               | |
| Joachim Müller (Bremen)                               | 1947          | Die Grünen | Niedersachsen           |                                            |                    | eingetreten am 13. März 1985 für Erika Hickel |
| Michael Müller (Düsseldorf)                           | 1948          | SPD        | Nordrhein-Westfalen     |                                            |                    | |
| Rudolf Müller (Schweinfurt)                           | 1932          | SPD        | Bayern                  |                                            |                    | |
| Adolf Müller-Emmert                                   | 1922–2011     | SPD        | Rheinland-Pfalz         | Kaiserslautern                             | 48,9               | |
| Franz Müntefering                                     | 1940          | SPD        | Nordrhein-Westfalen     |                                            |                    | |
| Werner Nagel                                          | 1934–1993     | SPD        | Baden-Württemberg       | Mannheim I                                 | 49,0               | |
| Albert Nehm                                           | 1932–2012     | SPD        | Hessen                  | Werra-Meißner                              | 54,0               | |
| Engelbert Nelle                                       | 1933–2016     | CDU        | Niedersachsen           | Gifhorn – Peine                            | 50,7               | |
| Friedrich Neuhausen                                   | 1934–1994     | FDP        | Niedersachsen           |                                            |                    | |
| Volker Neumann (Bramsche)                             | 1942          | SPD        | Niedersachsen           |                                            |                    | eingetreten am 11. November 1983 für Jürgen Linde |
| Hanna Neumeister                                      | 1920–2010     | CDU        | Niedersachsen           |                                            |                    | |
| Christa Nickels                                       | 1952          | Die Grünen | Nordrhein-Westfalen     |                                            |                    | Parlamentarische Geschäftsführerin der Bundestagsfraktion Die Grünen 3. April 1984 bis 31. März 1985; ausgeschieden am 30. März 1985 |
| Lorenz Niegel                                         | 1933–2001     | CSU        | Bayern                  | Kulmbach                                   | 65,2               | |
| Wilhelm Nöbel                                         | 1936–2006     | SPD        | Nordrhein-Westfalen     |                                            |                    | |
| Doris Odendahl                                        | 1933–2013     | SPD        | Baden-Württemberg       |                                            |                    | |
| Rainer Offergeld                                      | 1937          | SPD        | Baden-Württemberg       |                                            |                    | ausgeschieden am 1. Juni 1984 |
| Martin Oldenstädt                                     | 1924–2004     | CDU        | Niedersachsen           | Verden                                     | 46,6               | |
| Rolf Olderog                                          | 1937–2024     | CDU        | Schleswig-Holstein      | Ostholstein                                | 52,3               | |
| Jan Oostergetelo                                      | 1934–1996     | SPD        | Niedersachsen           |                                            |                    | |
| Doris Pack                                            | 1942          | CDU        | Saarland                |                                            |                    | eingetreten am 1. Oktober 1985 für Franz Josef Conrad |
| Johann Paintner                                       | 1926–2000     | FDP        | Bayern                  |                                            |                    | |
| Peter Paterna                                         | 1937–2018     | SPD        | Hamburg                 | Hamburg-Eimsbüttel                         | 49,2               | |
| Günter Pauli                                          | 1929–2010     | SPD        | Rheinland-Pfalz         |                                            |                    | |
| Willfried Penner                                      | 1936          | SPD        | Nordrhein-Westfalen     | Wuppertal II                               | 49,1               | Stellvertretender Vorsitzender der SPD-Bundestagsfraktion seit 20. Juni 1985 |
| Hans-Wilhelm Pesch                                    | 1937          | CDU        | Nordrhein-Westfalen     | Mönchengladbach                            | 54,5               | |
| Horst Peter (Kassel)                                  | 1937–2012     | SPD        | Hessen                  | Kassel                                     | 51,4               | |
| Peter Petersen                                        | 1926–2005     | CDU        | Baden-Württemberg       | Böblingen                                  | 56,8               | |
| Gerhard O. Pfeffermann                                | 1936–2019     | CDU        | Hessen                  |                                            |                    | |
| Anton Pfeifer                                         | 1937          | CDU        | Baden-Württemberg       | Reutlingen                                 | 58,3               | Parlamentarischer Staatssekretär bei der Bundesministerin für Bildung und Wissenschaft |
| Gero Pfennig                                          | 1945          | CDU        | Berlin                  |                                            |                    | eingetreten am 2. Dezember 1985 für Wolfgang Hackel |
| Albert Pfuhl                                          | 1929–2005     | SPD        | Hessen                  | Schwalm-Eder                               | 48,1               | |
| Winfried Pinger                                       | 1932–2021     | CDU        | Nordrhein-Westfalen     |                                            |                    | |
| Eberhard Pohlmann                                     | 1931–2022     | CDU        | Niedersachsen           |                                            |                    | |
| Heinrich Pohlmeier                                    | 1922–2014     | CDU        | Nordrhein-Westfalen     | Paderborn                                  | 69,0               | |
| Walter Polkehn                                        | 1921–1985     | SPD        | Niedersachsen           | Oldenburg – Ammerland                      | 45,0               | verstorben am 16. August 1985 |
| Ernst Josef Pöppl                                     | 1932–2021     | CSU        | Bayern                  |                                            |                    | eingetreten am 15. April 1985 für Walter Althammer |
| Konrad Porzner                                        | 1935–2021     | SPD        | Bayern                  |                                            |                    | Parlamentarischer Geschäftsführer der SPD-Bundestagsfraktion |
| Joachim Poß                                           | 1948          | SPD        | Nordrhein-Westfalen     | Gelsenkirchen I                            | 60,2               | |
| Gabriele Potthast                                     | 1955          | Die Grünen | Nordrhein-Westfalen     |                                            |                    | Stellvertretende Parlamentarische Geschäftsführerin der Bundestagsfraktion Die Grünen bis 25. Oktober 1983; ausgeschieden am 3. April 1985 |
| Albert Probst                                         | 1931–2015     | CSU        | Bayern                  | Freising                                   | 68,4               | Parlamentarischer Staatssekretär beim Bundesminister für Forschung und Technologie |
| Rudolf Purps                                          | 1942          | SPD        | Nordrhein-Westfalen     |                                            |                    | |
| Fred Ranker                                           | 1930–2009     | SPD        | Saarland                |                                            |                    | eingetreten am 11. April 1985 für Hajo Hoffmann |
| Heinz Rapp                                            | 1924–2007     | SPD        | Baden-Württemberg       |                                            |                    | |
| Hermann Rappe (Hildesheim)                            | 1929–2022     | SPD        | Niedersachsen           | Hildesheim                                 | 48,4               | |
| Wilhelm Rawe                                          | 1929–2017     | CDU        | Nordrhein-Westfalen     | Coesfeld – Steinfurt I                     | 65,5               | Parlamentarischer Staatssekretär beim Bundesminister für das Post- und Fernmeldewesen |
| Gerhard Reddemann                                     | 1932–2008     | CDU        | Nordrhein-Westfalen     |                                            |                    | |
| Jürgen Reents                                         | 1949–2022     | Die Grünen | Hamburg                 |                                            |                    | ausgeschieden am 19. März 1985 |
| Christa Reetz                                         | 1922–2009     | Die Grünen | Baden-Württemberg       |                                            |                    | ausgeschieden am 16. April 1985 |
| Otto Regenspurger                                     | 1939–2003     | CSU        | Bayern                  | Coburg                                     | 55,9               | |
| Manfred Reimann                                       | 1928–2022     | SPD        | Rheinland-Pfalz         | Ludwigshafen                               | 47,7               | |
| Annemarie Renger                                      | 1919–2008     | SPD        | Nordrhein-Westfalen     |                                            |                    | Vizepräsidentin des Deutschen Bundestages |
| Hans-Peter Repnik                                     | 1947–2025     | CDU        | Baden-Württemberg       | Konstanz                                   | 60,7               | |
| Otto Reschke                                          | 1941          | SPD        | Nordrhein-Westfalen     | Essen I                                    | 56,1               | |
| Peter Reuschenbach                                    | 1935–2007     | SPD        | Nordrhein-Westfalen     | Essen II                                   | 63,4               | |
| Bernd Reuter                                          | 1940          | SPD        | Hessen                  |                                            |                    | |
| Erich Riedl (München)                                 | 1933–2018     | CSU        | Bayern                  | München-Süd                                | 44,3               | |
| Heinz Riesenhuber                                     | 1935          | CDU        | Hessen                  | Frankfurt am Main I – Main-Taunus          | 48,8               | Bundesminister für Forschung und Technologie |
| Helmut Rode (Wietzen)                                 | 1931          | CDU        | Niedersachsen           | Nienburg – Schaumburg                      | 48,2               | |
| Helmut Rohde (Hannover)                               | 1925–2016     | SPD        | Niedersachsen           | Hannover II                                | 49,1               | |
| Ingrid Roitzsch (Quickborn)                           | 1940–2011     | CDU        | Schleswig-Holstein      | Pinneberg                                  | 49,5               | |
| Uwe Ronneburger                                       | 1920–2007     | FDP        | Schleswig-Holstein      |                                            |                    | Stellvertretender Vorsitzender der FDP-Bundestagsfraktion |
| Hannelore Rönsch (Wiesbaden)                          | 1942          | CDU        | Hessen                  | Wiesbaden                                  | 46,6               | |
| Klaus Rose                                            | 1941          | CSU        | Bayern                  | Passau                                     | 68,9               | |
| Kurt Rossmanith                                       | 1944          | CSU        | Bayern                  | Ostallgäu                                  | 71,5               | |
| Adolf Roth (Gießen)                                   | 1937          | CDU        | Hessen                  | Gießen                                     | 47,5               | |
| Wolfgang Roth                                         | 1941–2021     | SPD        | Baden-Württemberg       |                                            |                    | Stellvertretender Vorsitzender der SPD-Bundestagsfraktion |
| Rudolf Ruf                                            | 1922–2012     | CDU        | Baden-Württemberg       | Karlsruhe-Stadt                            | 49,0               | |
| Volker Rühe                                           | 1942          | CDU        | Hamburg                 |                                            |                    | Stellvertretender Vorsitzender der CDU/CSU-Bundestagsfraktion |
| Wolfgang Rumpf                                        | 1936–2006     | FDP        | Rheinland-Pfalz         |                                            |                    | |
| Herbert Rusche                                        | 1952–2024     | Die Grünen | Hessen                  |                                            |                    | eingetreten am 4. Oktober 1985 für Milan Horacek |
| Engelbert Sander                                      | 1929–2004     | SPD        | Nordrhein-Westfalen     |                                            |                    | |
| Helmut Sauer (Salzgitter)                             | 1945–2024     | CDU        | Niedersachsen           |                                            |                    | |
| Roland Sauer (Stuttgart)                              | 1939          | CDU        | Baden-Württemberg       | Stuttgart I                                | 49,4               | |
| Walter Sauermilch                                     | 1935–2022     | Die Grünen | Schleswig-Holstein      |                                            |                    | ausgeschieden am 16. April 1985 |
| Wolfgang Saurin                                       | 1955          | CDU        | Schleswig-Holstein      |                                            |                    | eingetreten am 19. April 1983 für Harm Dallmeyer |
| Alfred Sauter (Ichenhausen)                           | 1950          | CSU        | Bayern                  |                                            |                    | |
| Franz Sauter (Epfendorf)                              | 1928–2019     | CDU        | Baden-Württemberg       | Rottweil – Tuttlingen                      | 64,0               | |
| Harald B. Schäfer (Offenburg)                         | 1938–2013     | SPD        | Baden-Württemberg       |                                            |                    | |
| Helmut Schäfer (Mainz)                                | 1933          | FDP        | Rheinland-Pfalz         |                                            |                    | |
| Dieter Schanz                                         | 1937          | SPD        | Nordrhein-Westfalen     | Oberhausen                                 | 57,5               | |
| Heribert Scharrenbroich                               | 1940          | CDU        | Rheinland-Pfalz         |                                            |                    | eingetreten am 19. Juni 1985 für Alois Mertes |
| Günther Schartz (Trier)                               | 1930–2007     | CDU        | Rheinland-Pfalz         | Trier                                      | 57,3               | |
| Wolfgang Schäuble                                     | 1942–2023     | CDU        | Baden-Württemberg       | Offenburg                                  | 62,4               | 1. Parlamentarischer Geschäftsführer der CDU/CSU-Bundestagsfraktion bis 15. November 1984; Bundesminister für Besondere Aufgaben und Chef des Bundeskanzleramts seit 15. November 1984                                                                              |
| Hermann Scheer                                        | 1944–2010     | SPD        | Baden-Württemberg       |                                            |                    | |
| Heinz Schemken                                        | 1935–2021     | CDU        | Nordrhein-Westfalen     | Mettmann II                                | 49,6               | |
| Gerhard Scheu                                         | 1943          | CSU        | Bayern                  | Bamberg                                    | 67,3               | |
| Henning Schierholz                                    | 1949–2007     | Die Grünen | Niedersachsen           |                                            |                    | eingetreten am 14. März 1985 für Julius H. Kriszan |
| Otto Schily                                           | 1932          | Die Grünen | Nordrhein-Westfalen     |                                            |                    | Vorsitzender der Bundestagsfraktion Die Grünen bis 3. April 1984; ausgeschieden am 13. März 1986 |
| Georg Schlaga                                         | 1924–2018     | SPD        | Hessen                  |                                            |                    | |
| Günter Schlatter                                      | 1941          | SPD        | Nordrhein-Westfalen     |                                            |                    | |
| Norbert Schlottmann                                   | 1930–2004     | CDU        | Nordrhein-Westfalen     |                                            |                    | |
| Günter Schluckebier                                   | 1933–2002     | SPD        | Nordrhein-Westfalen     | Duisburg II                                | 62,7               | |
| Helga Schmedt                                         | 1929–2022     | SPD        | Nordrhein-Westfalen     |                                            |                    | eingetreten am 1. September 1983 für Manfred Lahnstein |
| Bernd Schmidbauer                                     | 1939          | CDU        | Baden-Württemberg       | Rhein-Neckar                               | 55,5               | |
| Adolf Schmidt (Wattenscheid)                          | 1925–2013     | SPD        | Nordrhein-Westfalen     |                                            |                    | |
| Christian Schmidt (Hamburg-Neustadt)                  | 1943–2021     | Die Grünen | Hamburg                 |                                            |                    | eingetreten am 22. März 1985 für Jürgen Reents; Vorsitzender der Bundestagsfraktion Die Grünen 31. März 1985 bis 1. Februar 1986 |
| Helmut Schmidt (Hamburg)                              | 1918–2015     | SPD        | Hamburg                 | Hamburg-Bergedorf                          | 55,6               | |
| Manfred Schmidt                                       | 1936–2016     | SPD        | Bayern                  | München-Mitte                              | 44,0               | |
| Martin Schmidt (Gellersen)                            | 1914–2002     | SPD        | Niedersachsen           | Northeim – Osterode                        | 48,7               | |
| Renate Schmidt (Nürnberg)                             | 1943          | SPD        | Bayern                  |                                            |                    | |
| Rudi Schmitt (Wiesbaden)                              | 1928          | SPD        | Hessen                  |                                            |                    | |
| Hans Peter Schmitz (Baesweiler)                       | 1937          | CDU        | Nordrhein-Westfalen     | Kreis Aachen                               | 49,6               | |
| Jürgen Schmude                                        | 1936–2025     | SPD        | Nordrhein-Westfalen     | Wesel II                                   | 56,7               | Stellvertretender Vorsitzender der SPD-Bundestagsfraktion bis 21. Mai 1985 |
| Michael von Schmude                                   | 1939–2024     | CDU        | Schleswig-Holstein      | Herzogtum Lauenburg – Stormarn-Süd         | 51,6               | |
| Dirk Schneider (Berlin)                               | 1939–2002     | Die Grünen | Berlin                  |                                            |                    | ausgeschieden am 30. März 1985 |
| Manfred Schneider (Idar-Oberstein)                    | 1925–2020     | CDU        | Rheinland-Pfalz         |                                            |                    | |
| Oscar Schneider (Nürnberg)                            | 1927–2024     | CSU        | Bayern                  | Nürnberg-Nord                              | 49,6               | Bundesminister für Raumordnung, Bauwesen und Städtebau |
| Rudolf Schöfberger                                    | 1935–2019     | SPD        | Bayern                  |                                            |                    | |
| Waltraud Schoppe                                      | 1942          | Die Grünen | Niedersachsen           |                                            |                    | Vorsitzende der Bundestagsfraktion Die Grünen 3. April 1984 bis 31. März 1985 ausgeschieden am 31. März 1985 |
| Reinhard von Schorlemer                               | 1938          | CDU        | Niedersachsen           | Osnabrück-Land                             | 54,5               | |
| Werner Schreiber                                      | 1941          | CDU        | Saarland                |                                            |                    | |
| Ottmar Schreiner                                      | 1946–2013     | SPD        | Saarland                |                                            |                    | |
| Gerhard Schröder (Hannover)                           | 1944          | SPD        | Niedersachsen           |                                            |                    | ausgeschieden am 1. Juli 1986 |
| Horst Schröder (Lüneburg)                             | 1938–2022     | CDU        | Niedersachsen           | Lüneburg – Lüchow-Dannenberg               | 49,0               | ausgeschieden am 22. März 1984 |
| Conrad Schroeder (Freiburg)                           | 1933–2006     | CDU        | Baden-Württemberg       | Freiburg                                   | 50,5               | |
| Thomas Schröer (Mülheim)                              | 1946–2007     | SPD        | Nordrhein-Westfalen     | Mülheim                                    | 54,1               | |
| Wolfgang Schulhoff                                    | 1939–2014     | CDU        | Nordrhein-Westfalen     | Düsseldorf I                               | 49,7               | |
| Dieter Schulte (Schwäbisch Gmünd)                     | 1941          | CDU        | Baden-Württemberg       | Backnang – Schwäbisch Gmünd                | 59,2               | Parlamentarischer Staatssekretär beim Bundesminister für Verkehr |
| Manfred Schulte (Unna)                                | 1930–1998     | SPD        | Nordrhein-Westfalen     | Unna I                                     | 55,0               | |
| Stefan Schulte (Menden)                               | 1957          | Die Grünen | Nordrhein-Westfalen     |                                            |                    | eingetreten am 13. April 1985 für Eckhard Stratmann |
| Helmut Schultz (Wörrstadt)                            | 1953–2023     | CDU        | Rheinland-Pfalz         |                                            |                    | eingetreten am 22. Juli 1985 für Werner Marx |
| Gerhard Schulze (Berlin)                              | 1919–2006     | CDU        | Berlin                  |                                            |                    | |
| Heinz Schwarz                                         | 1928–2023     | CDU        | Rheinland-Pfalz         | Neuwied                                    | 53,7               | |
| Christian Schwarz-Schilling                           | 1930          | CDU        | Hessen                  | Wetterau                                   | 48,8               | Bundesminister für das Post- und Fernmeldewesen |
| Wolfgang Schwenk (Stade)                              | 1931–2011     | SPD        | Niedersachsen           |                                            |                    | |
| Walter Schwenninger                                   | 1942–2010     | Die Grünen | Baden-Württemberg       |                                            |                    | ausgeschieden am 16. April 1985 |
| Hermann Schwörer                                      | 1922–2017     | CDU        | Baden-Württemberg       | Zollernalb – Sigmaringen                   | 69,8               | |
| Horst Seehofer                                        | 1949          | CSU        | Bayern                  | Ingolstadt                                 | 68,8               | |
| Heinrich Seesing                                      | 1932–2004     | CDU        | Nordrhein-Westfalen     | Kleve                                      | 60,2               | |
| Inge Segall                                           | 1930–2020     | FDP        | Hessen                  |                                            |                    | eingetreten am 13. Dezember 1984 für Richard Wurbs |
| Ursula Seiler-Albring                                 | 1943          | FDP        | Baden-Württemberg       |                                            |                    | |
| Rudolf Seiters                                        | 1937          | CDU        | Niedersachsen           | Unterems                                   | 56,8               | Parlamentarischer Geschäftsführer der CDU/CSU-Bundestagsfraktion bis 15. November 1984; 1. Parlamentarischer Geschäftsführer der CDU/CSU-Bundestagsfraktion seit 15. November 1984                                                                                  |
| Hans-Werner Senfft                                    | 1954          | Die Grünen | Nordrhein-Westfalen     |                                            |                    | eingetreten am 3. April 1985 für Dieter Drabiniok; Stellvertretender Parlamentarischer Geschäftsführer der Bundestagsfraktion Die Grünen seit 1. Februar 1986 |
| Horst Sielaff                                         | 1937          | SPD        | Rheinland-Pfalz         | Frankenthal                                | 49,9               | |
| Wolfgang Sieler (Amberg)                              | 1930–2001     | SPD        | Bayern                  |                                            |                    | |
| Heide Simonis                                         | 1943–2023     | SPD        | Schleswig-Holstein      |                                            |                    | |
| Sigrid Skarpelis-Sperk                                | 1945          | SPD        | Bayern                  |                                            |                    | |
| Hartmut Soell                                         | 1939–2023     | SPD        | Baden-Württemberg       |                                            |                    | |
| Hermann Otto Solms                                    | 1940          | FDP        | Hessen                  |                                            |                    | Stellvertretender Vorsitzender der FDP-Bundestagsfraktion seit 15. Januar 1985 |
| Dietrich Sperling                                     | 1933–2023     | SPD        | Hessen                  |                                            |                    | |
| Adolf Freiherr Spies von Büllesheim                   | 1929–2011     | CDU        | Nordrhein-Westfalen     | Heinsberg                                  | 62,8               | |
| Karl-Heinz Spilker                                    | 1921–2011     | CSU        | Bayern                  | Altötting                                  | 67,2               | Stellvertretender Vorsitzender der CDU/CSU-Bundestagsfraktion seit 11. Januar 1985 |
| Dieter Spöri                                          | 1943          | SPD        | Baden-Württemberg       |                                            |                    | |
| Carl-Dieter Spranger                                  | 1939          | CSU        | Bayern                  | Ansbach                                    | 64,8               | Parlamentarischer Staatssekretär beim Bundesminister des Innern |
| Rudolf Sprung                                         | 1925–2015     | CDU        | Niedersachsen           | Goslar                                     | 48,4               | Parlamentarischer Staatssekretär beim Bundesminister für Wirtschaft |
| Erwin Stahl (Kempen)                                  | 1931–2019     | SPD        | Nordrhein-Westfalen     |                                            |                    | |
| Anton Stark (Nürtingen)                               | 1929–2018     | CDU        | Baden-Württemberg       | Nürtingen                                  | 56,9               | |
| Franz Ludwig Schenk Graf von Stauffenberg             | 1938          | CSU        | Bayern                  | Starnberg                                  | 63,6               | ausgeschieden am 20. November 1984 |
| Lutz Stavenhagen                                      | 1940–1992     | CDU        | Baden-Württemberg       | Pforzheim                                  | 53,9               | Staatsminister im Auswärtigen Amt seit 4. September 1985 |
| Ulrich Steger                                         | 1943          | SPD        | Nordrhein-Westfalen     | Recklinghausen II                          | 50,6               | ausgeschieden am 9. Juli 1984 |
| Heinz-Alfred Steiner                                  | 1936          | SPD        | Nordrhein-Westfalen     |                                            |                    | |
| Waltraud Steinhauer                                   | 1925–2002     | SPD        | Nordrhein-Westfalen     |                                            |                    | |
| Hans Stercken                                         | 1923–1999     | CDU        | Nordrhein-Westfalen     | Aachen                                     | 50,2               | |
| Ludwig Stiegler                                       | 1944          | SPD        | Bayern                  |                                            |                    | |
| Dietrich Stobbe                                       | 1938–2011     | SPD        | Berlin                  |                                            |                    | |
| Karl Stockhausen                                      | 1928–2002     | CDU        | Hessen                  |                                            |                    | eingetreten am 6. Dezember 1983 für Lothar Haase |
| Adolf Stockleben                                      | 1933–2014     | SPD        | Niedersachsen           |                                            |                    | |
| Gerhard Stoltenberg                                   | 1928–2001     | CDU        | Schleswig-Holstein      | Rendsburg-Eckernförde                      | 52,4               | Bundesminister der Finanzen |
| Wilhelm Peter Stommel                                 | 1938          | CDU        | Nordrhein-Westfalen     |                                            |                    | nachgerückt am 21. März 1985 für Willi Weiskirch |
| Günter Straßmeir                                      | 1929–2009     | CDU        | Berlin                  |                                            |                    | |
| Eckhard Stratmann                                     | 1948          | Die Grünen | Nordrhein-Westfalen     |                                            |                    | ausgeschieden am 31. März 1985 |
| Hans-Christian Ströbele                               | 1939–2022     | Die Grünen | Berlin                  |                                            |                    | eingetreten am 31. März 1985 für Dirk Schneider |
| Hans-Gerd Strube                                      | 1933          | CDU        | Niedersachsen           | Mittelems                                  | 60,0               | |
| Peter Struck                                          | 1943–2012     | SPD        | Niedersachsen           |                                            |                    | |
| Richard Stücklen                                      | 1916–2002     | CSU        | Bayern                  | Roth                                       | 64,7               | Vizepräsident des Deutschen Bundestages |
| Hans-Jürgen Stutzer                                   | 1926–2007     | CDU        | Schleswig-Holstein      |                                            |                    | |
| Heinz Suhr                                            | 1951–2020     | Die Grünen | Hessen                  |                                            |                    | eingetreten am 1. April 1985 für Joschka Fischer |
| Egon Susset                                           | 1929–2013     | CDU        | Baden-Württemberg       | Heilbronn                                  | 52,4               | |
| Willi Tatge                                           | 1958          | Die Grünen | Rheinland-Pfalz         |                                            |                    | eingetreten am 18. Juni 1985 für Roland Vogt |
| Margitta Terborg                                      | 1941          | SPD        | Niedersachsen           | Delmenhorst – Wesermarsch – Oldenburg-Land | 46,7               | |
| Günther Tietjen                                       | 1943–1993     | SPD        | Niedersachsen           |                                            |                    | |
| Ferdinand Tillmann                                    | 1932          | CDU        | Nordrhein-Westfalen     | Hochsauerlandkreis                         | 62,9               | |
| Helga Timm                                            | 1924–2014     | SPD        | Hessen                  | Darmstadt                                  | 46,1               | Parlamentarische Geschäftsführerin der SPD-Bundestagsfraktion |
| Udo Tischer                                           | 1956–1992     | Die Grünen | Baden-Württemberg       |                                            |                    | eingetreten am 3. April 1985 für Wolfgang Ehmke, ab 2. Dezember 1986 fraktionslos |
| Jürgen Todenhöfer                                     | 1940          | CDU        | Baden-Württemberg       | Tübingen                                   | 57,1               | |
| Hans-Günther Toetemeyer                               | 1930–2017     | SPD        | Nordrhein-Westfalen     | Hagen                                      | 48,7               | |
| Brigitte Traupe                                       | 1943          | SPD        | Niedersachsen           | Hameln-Pyrmont – Holzminden                | 47,6               | |
| Gunnar Uldall                                         | 1940–2017     | CDU        | Hamburg                 |                                            |                    | |
| Hermann Josef Unland                                  | 1929–2015     | CDU        | Nordrhein-Westfalen     | Borken                                     | 67,3               | |
| Hans-Eberhard Urbaniak                                | 1929–2024     | SPD        | Nordrhein-Westfalen     | Dortmund I                                 | 54,9               | |
| Jürgen Vahlberg                                       | 1939          | SPD        | Bayern                  |                                            |                    | |
| Günter Verheugen                                      | 1944          | SPD        | Bayern                  |                                            |                    | |
| Hans Verheyen (Bielefeld)                             | 1944          | Die Grünen | Nordrhein-Westfalen     |                                            |                    | ausgeschieden am 30. März 1985 |
| Roswitha Verhülsdonk                                  | 1927          | CDU        | Rheinland-Pfalz         | Koblenz                                    | 54,8               | Stellvertretende Vorsitzende der CDU/CSU-Bundestagsfraktion seit 28. Januar 1986 |
| Axel Vogel (München)                                  | 1956          | Die Grünen | Bayern                  |                                            |                    | eingetreten am 16. März 1985 für Dieter Burgmann; Stellvertretender Parlamentarischer Geschäftsführer der Bundestagsfraktion Die Grünen 31. März 1985 bis 1. Februar 1986; Parlamentarischer Geschäftsführer der Bundestagsfraktion Die Grünen seit 1. Februar 1986 |
| Friedrich Vogel (Ennepetal)                           | 1929–2005     | CDU        | Nordrhein-Westfalen     |                                            |                    | Staatsminister im Bundeskanzleramt |
| Hans-Jochen Vogel                                     | 1926–2020     | SPD        | Berlin                  |                                            |                    | Vorsitzender der SPD-Bundestagsfraktion |
| Kurt Vogelsang                                        | 1925–2015     | SPD        | Nordrhein-Westfalen     |                                            |                    | |
| Roland Vogt (Kaiserslautern)                          | 1941–2018     | Die Grünen | Rheinland-Pfalz         |                                            |                    | ausgeschieden am 18. Juni 1985 |
| Wolfgang Vogt (Düren)                                 | 1929–2006     | CDU        | Nordrhein-Westfalen     | Düren                                      | 54,6               | Parlamentarischer Staatssekretär beim Bundesminister für Arbeit und Sozialordnung |
| Ekkehard Voigt (Sonthofen)                            | 1939–2018     | CSU        | Bayern                  |                                            |                    | ab 28. Oktober 1983 fraktionslos |
| Hans-Peter Voigt (Northeim)                           | 1936–2014     | CDU        | Niedersachsen           |                                            |                    | eingetreten am 21. Dezember 1983 für Hans Hugo Klein |
| Karsten Voigt (Frankfurt)                             | 1941          | SPD        | Hessen                  |                                            |                    | |
| Antje Vollmer                                         | 1943–2023     | Die Grünen | Nordrhein-Westfalen     |                                            |                    | Vorsitzende der Bundestagsfraktion Die Grünen 3. April 1984 bis 31. März 1985 ausgeschieden am 2. April 1985 |
| Ludger Volmer                                         | 1952          | Die Grünen | Nordrhein-Westfalen     |                                            |                    | eingetreten am 10. April 1985 für Gabriele Potthast; Vorsitzender der Bundestagsfraktion Die Grünen 1. Februar 1986 bis 18. Juli 1986 |
| Josef Vosen                                           | 1943–2012     | SPD        | Nordrhein-Westfalen     |                                            |                    | |
| Friedrich Voss                                        | 1931–2012     | CSU        | Bayern                  |                                            |                    | Parlamentarischer Staatssekretär beim Bundesminister der Finanzen |
| Horst Waffenschmidt                                   | 1933–2002     | CDU        | Nordrhein-Westfalen     | Oberbergischer Kreis                       | 55,0               | Parlamentarischer Staatssekretär beim Bundesminister des Innern |
| Marita Wagner                                         | 1952          | Die Grünen | Nordrhein-Westfalen     |                                            |                    | eingetreten am 3. April 1985 für Gabriele Gottwald |
| Theodor Waigel                                        | 1939          | CSU        | Bayern                  | Neu-Ulm                                    | 66,7               | 1. Stellvertretender Vorsitzender der CDU/CSU-Bundestagsfraktion und Vorsitzender der CSU-Landesgruppe |
| Alois Graf von Waldburg-Zeil                          | 1933–2014     | CDU        | Baden-Württemberg       | Biberach                                   | 75,1               | |
| Ernst Waltemathe                                      | 1935–1997     | SPD        | Bremen                  | Bremen-Ost                                 | 47,8               | |
| Rudi Walther                                          | 1928–2010     | SPD        | Hessen                  | Waldeck                                    | 48,6               | |
| Jürgen Warnke                                         | 1932–2013     | CSU        | Bayern                  | Hof                                        | 54,2               | Bundesminister für wirtschaftliche Zusammenarbeit |
| Alexander Warrikoff                                   | 1934–2020     | CDU        | Hessen                  | Odenwald                                   | 49,4               | |
| Gerd Wartenberg (Berlin)                              | 1944          | SPD        | Berlin                  |                                            |                    | |
| Ludolf von Wartenberg                                 | 1941          | CDU        | Niedersachsen           |                                            |                    | |
| Karl Weinhofer                                        | 1942          | SPD        | Bayern                  |                                            |                    | |
| Dieter Weirich                                        | 1944          | CDU        | Hessen                  |                                            |                    | |
| Willi Weiskirch (Olpe)                                | 1923–1996     | CDU        | Nordrhein-Westfalen     | Olpe – Siegen-Wittgenstein II              | 61,1               | ausgeschieden am 20. März 1985 |
| Werner Weiß (Kaiserslautern)                          | 1926–1990     | CDU        | Rheinland-Pfalz         |                                            |                    | |
| Gert Weisskirchen (Wiesloch)                          | 1944          | SPD        | Baden-Württemberg       |                                            |                    | |
| Wolfgang Weng (Gerlingen)                             | 1942          | FDP        | Baden-Württemberg       |                                            |                    | |
| Gerd Peter Werner (Westerland)                        | 1938–2019     | Die Grünen | Schleswig-Holstein      |                                            |                    | eingetreten am 16. April 1985 für Walter Sauermilch |
| Helmut Werner (Dierstorf)                             | 1930–2005     | Die Grünen | Niedersachsen           |                                            |                    | eingetreten am 2. April 1985 für Waltraud Schoppe |
| Herbert Werner (Ulm)                                  | 1941          | CDU        | Baden-Württemberg       | Ulm                                        | 61,5               | |
| Axel Wernitz                                          | 1937–2022     | SPD        | Bayern                  |                                            |                    | |
| Heinz Westphal                                        | 1924–1998     | SPD        | Nordrhein-Westfalen     | Herne                                      | 61,0               | Vizepräsident des Deutschen Bundestages |
| Helga Wex                                             | 1924–1986     | CDU        | Nordrhein-Westfalen     |                                            |                    | Stellvertretende Vorsitzende der CDU/CSU-Bundestagsfraktion; verstorben am 9. Januar 1986 |
| Gudrun Weyel                                          | 1927–2011     | SPD        | Rheinland-Pfalz         |                                            |                    | |
| Helmut Wieczorek (Duisburg)                           | 1934–2010     | SPD        | Nordrhein-Westfalen     | Duisburg I                                 | 56,7               | |
| Norbert Wieczorek                                     | 1940–2022     | SPD        | Hessen                  |                                            |                    | eingetreten am 11. Juli 1984 für Christa Czempiel |
| Bruno Wiefel                                          | 1924–2001     | SPD        | Nordrhein-Westfalen     | Leverkusen – Rheinisch-Bergischer Kreis II | 47,9               | |
| Eugen von der Wiesche                                 | 1929–2018     | SPD        | Nordrhein-Westfalen     | Ennepe-Ruhr-Kreis I                        | 50,4               | |
| Waltrud Will-Feld                                     | 1921–2013     | CDU        | Rheinland-Pfalz         | Cochem                                     | 61,4               | |
| Dorothee Wilms                                        | 1929          | CDU        | Nordrhein-Westfalen     |                                            |                    | Bundesministerin für Bildung und Wissenschaft |
| Bernd Wilz                                            | 1942          | CDU        | Nordrhein-Westfalen     | Solingen – Remscheid                       | 47,2               | |
| Hermann Wimmer (Neuötting)                            | 1936          | SPD        | Bayern                  |                                            |                    | |
| Willy Wimmer (Neuss)                                  | 1943          | CDU        | Nordrhein-Westfalen     | Neuss II                                   | 56,6               | |
| Heinrich Windelen                                     | 1921–2015     | CDU        | Nordrhein-Westfalen     | Warendorf                                  | 58,4               | Bundesminister für Innerdeutsche Beziehungen |
| Hans-Jürgen Wischnewski                               | 1922–2005     | SPD        | Nordrhein-Westfalen     | Köln I                                     | 48,9               | |
| Roswitha Wisniewski                                   | 1926–2017     | CDU        | Baden-Württemberg       | Mannheim II                                | 49,8               | |
| Matthias Wissmann                                     | 1949          | CDU        | Baden-Württemberg       | Ludwigsburg                                | 55,5               | |
| Lothar Witek                                          | 1933          | SPD        | Nordrhein-Westfalen     |                                            |                    | eingetreten am 16. Juli 1984 für Ulrich Steger |
| Hans de With                                          | 1932          | SPD        | Bayern                  |                                            |                    | |
| Fritz Wittmann                                        | 1933–2018     | CSU        | Bayern                  | München-Nord                               | 45,8               | |
| Simon Wittmann (Tännesberg)                           | 1947          | CSU        | Bayern                  |                                            |                    | eingetreten am 20. November 1984 für Franz Ludwig Schenk Graf von Stauffenberg |
| Torsten Wolfgramm (Göttingen)                         | 1936–2020     | FDP        | Niedersachsen           |                                            |                    | Parlamentarischer Geschäftsführer der FDP-Bundestagsfraktion |
| Erich Wolfram (Recklinghausen)                        | 1928–2003     | SPD        | Nordrhein-Westfalen     | Recklinghausen I                           | 53,9               | |
| Manfred Wörner                                        | 1934–1994     | CDU        | Baden-Württemberg       | Göppingen                                  | 47,6               | Bundesminister der Verteidigung |
| Otto Wulff                                            | 1933          | CDU        | Nordrhein-Westfalen     | Märkischer Kreis I                         | 54,8               | |
| Richard Wurbs                                         | 1920–2018     | FDP        | Hessen                  |                                            |                    | Vizepräsident des Deutschen Bundestages bis 13. Dezember 1984; ausgeschieden am 13. Dezember 1984 |
| Peter Würtz                                           | 1939          | SPD        | Niedersachsen           |                                            |                    | |
| Peter Kurt Würzbach                                   | 1937          | CDU        | Schleswig-Holstein      | Segeberg – Stormarn-Nord                   | 53,0               | Parlamentarischer Staatssekretär beim Bundesminister der Verteidigung |
| Fred Zander                                           | 1935–2012     | SPD        | Hessen                  |                                            |                    | |
| Karin Zeitler                                         | 1953          | Die Grünen | Nordrhein-Westfalen     |                                            |                    | eingetreten am 3. April 1985 für Antje Vollmer |
| Werner Zeitler                                        | 1926–2004     | SPD        | Nordrhein-Westfalen     | Dortmund III                               | 55,4               | |
| Benno Zierer                                          | 1934–2021     | CSU        | Bayern                  | Regensburg                                 | 64,7               | |
| Friedrich Zimmermann                                  | 1925–2012     | CSU        | Bayern                  | Landshut                                   | 66,3               | Bundesminister des Innern |
| Otto Zink                                             | 1925–2008     | CDU        | Hessen                  | Groß-Gerau                                 | 46,0               | |
| Ruth Zutt                                             | 1928–1987     | SPD        | Baden-Württemberg       |                                            |                    | |